# Perlen vom Bodensee
Perlen vom Bodensee ist eine deutschsprachige Online-Publikation zum Thema Schach, die seit 2018 erscheint. Sie ging aus einem Vereinsblog des Schachclubs Überlingen am Bodensee hervor. Redakteur der Seite ist Conrad Schormann, dem ein Team von 18 Autoren zur Seite steht.
Schwerpunkt der Berichterstattung sind aktuelle nationale und internationale Schachturniere, Interviews mit Spielern und Organisatoren, Partienanalysen, Schachgeschichte, Schachstreaming, Schachcomputer sowie Kommentierungen der Abläufe im Weltschachbund FIDE und im Deutschen Schachbund.
Seit Anfang 2021 gibt es einen YouTube-Kanal, auf dem es vor allem Partienanalysen von aktuellen Schachturnieren gibt.
Von Juni bis Dezember 2022 waren die Perlen vom Bodensee jeden Samstag um 9:30 Uhr eine halbe Stunde Teil des Programms von Sportradio Deutschland.